# Kaaks
Kaaks ist eine Gemeinde im Kreis Steinburg in Schleswig-Holstein.

## Geografie

### Geografische Lage
Das Gemeindegebiet von Kaaks erstreckt sich nördlich von Itzehoe an der Bekau im Naturraum Heide-Itzehoer Geest (Haupteinheit Nr. 693). Die Mühlenau (Stegau), der Pöschendorfer Graben und die Krammbek fließen in der Gemarkung.

### Gemeindegliederung
Die Gemeinde Kaaks gliedert sich siedlungsgeografisch in mehrere Wohnplätze. Neben dem namenstiftenden Dorf befinden sich ebenfalls das weitere Dorf Eversdorf, die Häusergruppe Kaaksburg und die Hofsiedlung Saaren im Gemeindegebiet.

### Nachbargemeinden
Die das Gemeindegebiet von Kaaks umgebenden Gemeindegebiete sind:
| Mehlbek | Kaisborstel                                 |                  |
|         | Kompassrose, die auf Nachbargemeinden zeigt | Drage, Hohenaspe |
| Huje    | Ottenbüttel                                 |                  |

## Geschichte
Der Ringwall der Kaaksburg ist bis auf die Zerteilung durch eine Landstraße noch erhalten. Sie wurde um 1930 von Hermann Hofmeister ausgegraben.
Eine der vier Fischbauchbrücken in Schleswig-Holstein steht in Kaaks.

## Politik

### Gemeindevertretung
Bei der Kommunalwahl am 14. Mai 2023 wurden insgesamt neun Sitze vergeben. Von diesen erhielt die Absolut Aktive Wählervereinigung sechs Sitze und die Allgemeine Wählervereinigung Kaaks erhielt drei Sitze.

### Wappen
Blasonierung: „Durch Wellenschnitt von Silber und Blau leicht erniedrigt geteilt. Oben unter einem dreiblättrigen grünen Eichenzweig (mit schwarzem Stängel und schwarzen Blattstielen) und diesen unten einschließend der rote Schnitt durch einen von einem Erdringwall umgebenen Platz; unten eine silberne Brücke mit quadergemauerten, seitlichen Fundamenten, Betonbalkengestützter Fahrbahn und einem aus Eisengitterelementen bestehenden, von vier Steinstützen gehaltenem Geländer. Die Fahrbahn wird zusätzlich durch unten gerundete Eisenstreben gehalten.“
In der oberen Hälfte wird die Kaaksburg dargestellt. Die drei Blätter stehen für die ursprünglichen Orte Eversdorf, Kaaksburg und Kaaks. Der untere Teil zeigt im Wasser der Bekau die Fischbauchbrücke aus dem Jahre 1909, welche das einzige heute in Schleswig-Holstein erhaltene Original einer besonderen Konstruktionsform ist. Dies kommt von den Anfängen des Stahlbetonbaus und besteht aus Betonbalken, die unterseitig von kreisförmig gebogenen Flacheisen (Fischbauch) gestützt werden.

## Infrastruktur
Nahe der östlichen Grenze der Gemarkung von Kaaks verläuft in einem leichten Bogen von Süd nach Nordwest die Trasse der Bundesautobahn 23. Im Gemeindegebiet liegt der zugehörige Rastplatz Kaaksburg. Parallel hierzu  entlang der östlichen Gemeindegrenze führt die schleswig-holsteinische Landesstraße 127.

## Bilder

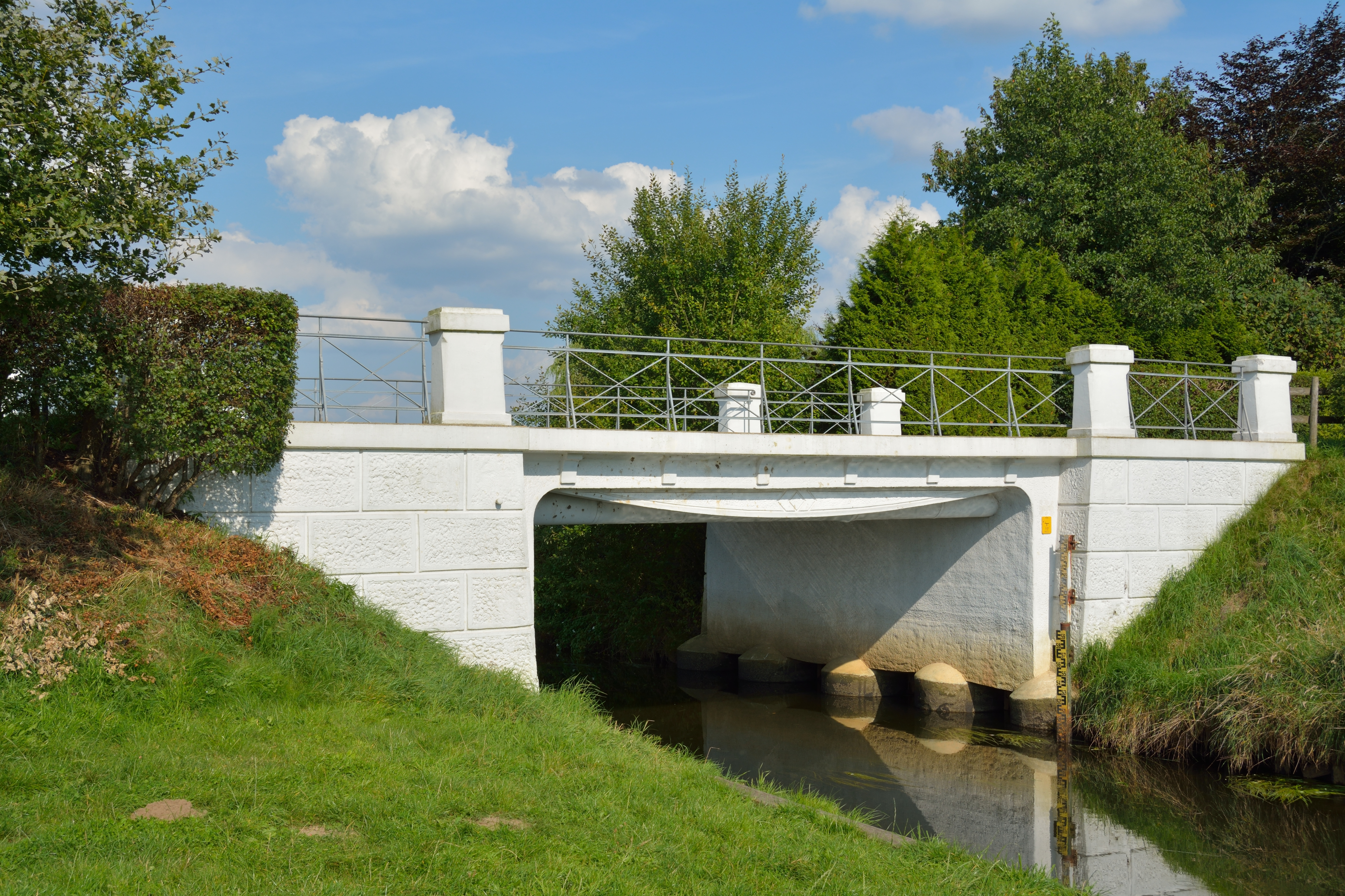
Die Fischbauchbrücke in Eversdorf
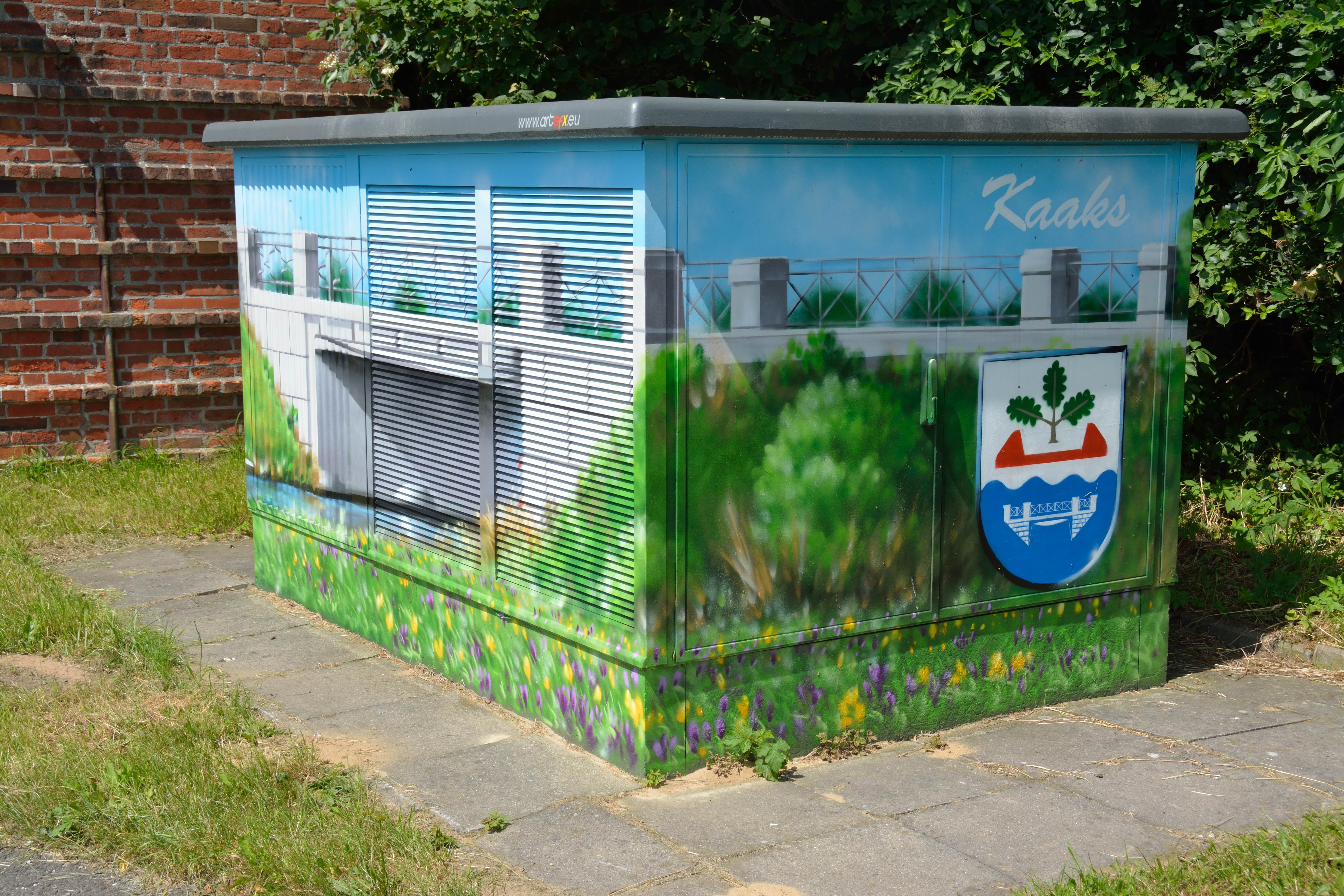
Bemalter Transformatorenkasten
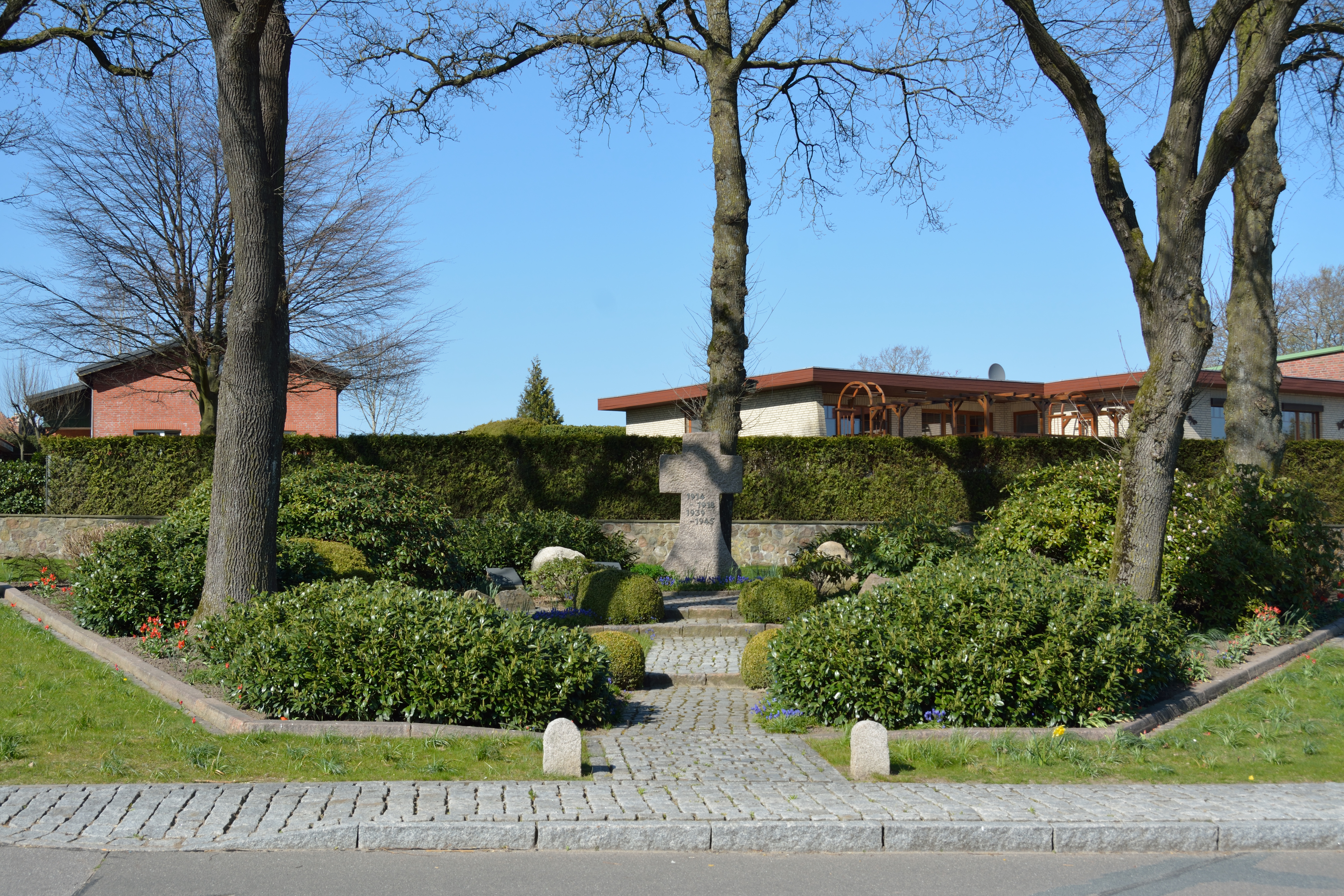
Ehrenmal
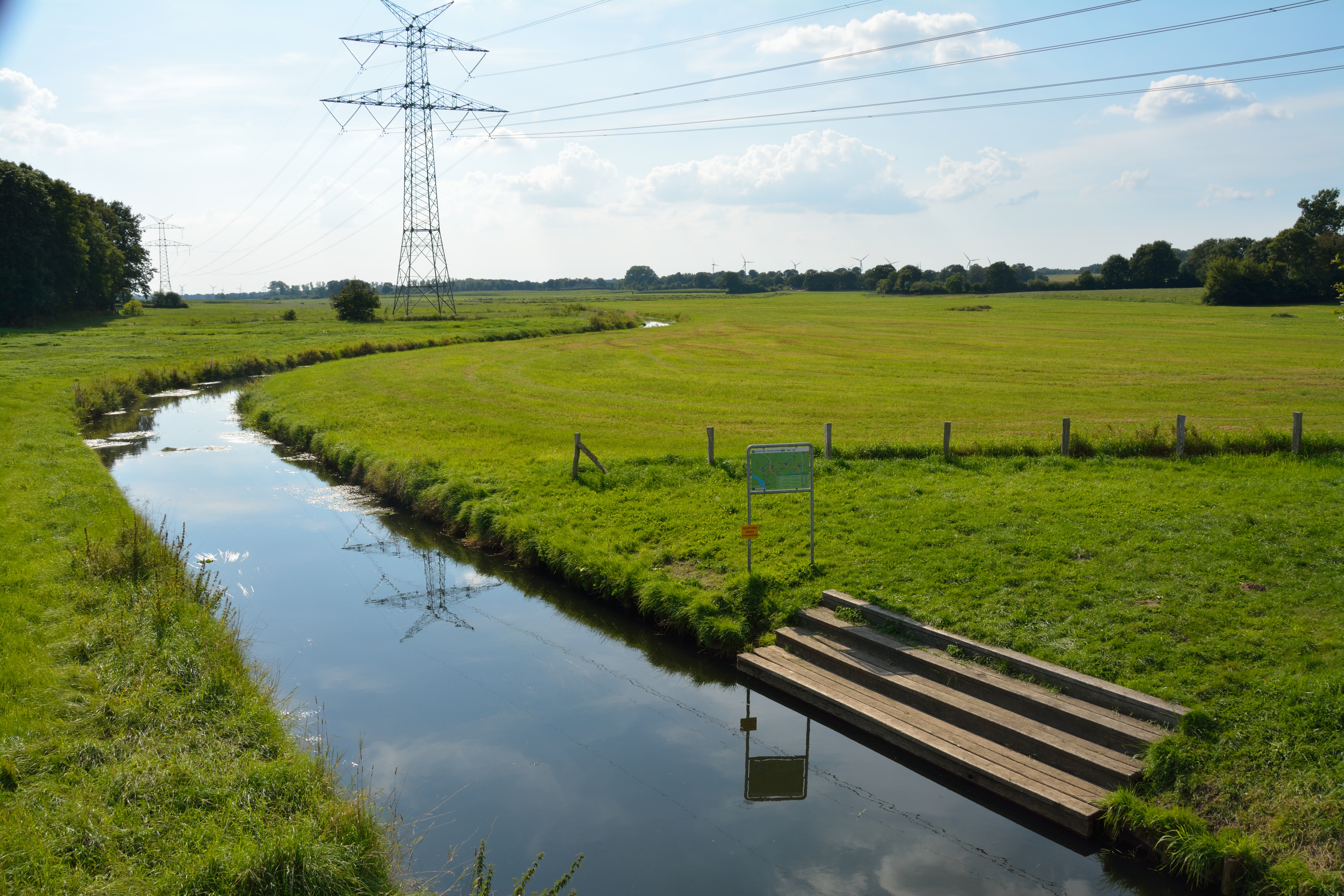
Kanuanlegestelle an der Fischbauchbrücke über die Bekau